# Santa Maria de la Real (Perpinyà)
Santa Maria de la Real, o Santa Maria la Real, és l'església parroquial del barri de la Real, de la vila vella de Perpinyà, a la comarca del Rosselló, de la Catalunya del Nord.
És dins del nucli vell, a migdia del barri de Sant Joan, a ponent del de Sant Jaume, a llevant del de Sant Mateu i al nord de la Ciutadella. És al carrer de Santa Maria de la Real, antigament del Pou de la Vinya, ran del carrers Gran i Petit de la Real. Els costats sud-oest i sud-est de l'església queden dins d'illes de cases.
En el claustre de la Real hi ha l'antiga capella de Sant Josep del Claustre.

## Història

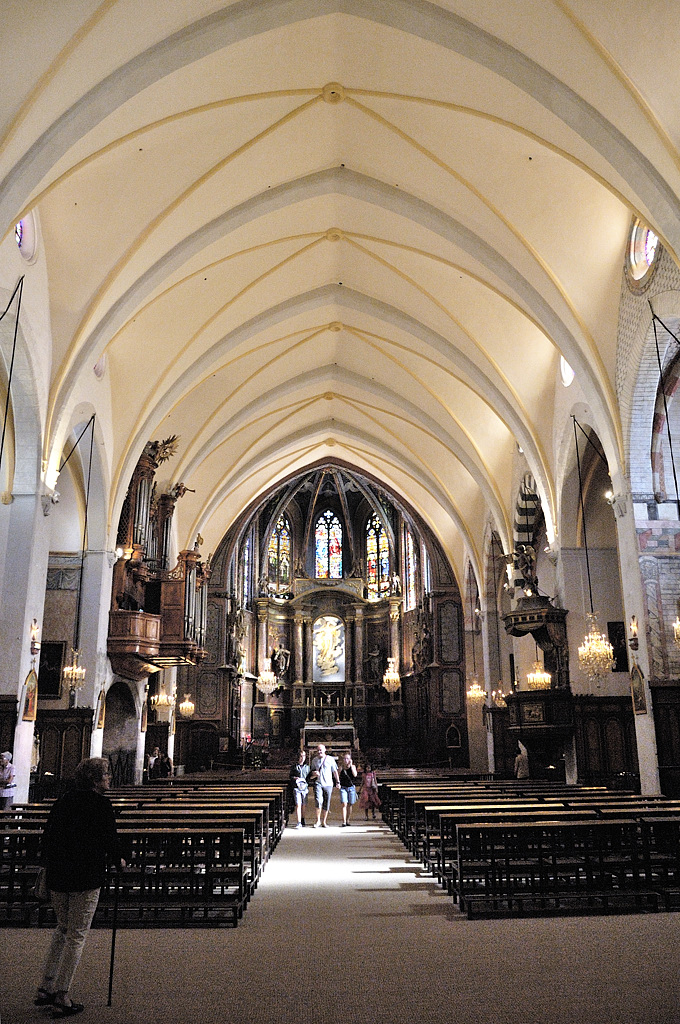
Nau principal de la Real

L'any 1301 el rei Jaume II de Mallorca va comprar al bisbe d'Elna els edificis de l'antic convent dels Frares de la Penitència de Jesucrist, orde religiós que acabava de ser dissolt. De seguida el va revendre als cònsols de Perpinyà, amb la condició de bastir-hi una església parroquial. Així es feu, i d'aquesta manera, s'hi construí l'església de la Real, anomenada així per la intervenció reial en la seva erecció (feta, doncs, juntament amb les de Sant Jaume i de Sant Mateu, a iniciativa del rei).
El 1340, el rei Jaume III creava a la Real un capítol de canonges, format per 12 canonges, 20 capellans i 8 clergues, i 40 anys més tard, hi foren transferits els canonges regulars augustinians de Santa Maria d'Espirà de l'Aglí. La Confraria de Peixoners (peixaters) tenia a la Real l'altar de sant Pere.
El 1408, el papa cismàtic Benet XIII, el Papa Lluna, que havia estat reconegut per Martí l'Humà i acollit al Palau dels Reis de Mallorca, celebrava concili a l'església de la Real. Hi assistiren 120 bisbes, amb la temàtica de cercar la pau a l'església. Un segon concili celebrat un any després a la capella del palau - castell comptà amb tan sols 22 bisbes.
La comunitat de canonges regulars de Sant Agustí sofrí un canvi significatiu el 1440: el seu prior fou elevat a la categoria d'abat mitrat. Al cap d'un segle i mig, el 1592, la comunitat fou secularitzada, i l'església, convertida en col·legiata secular, i al cap de poc més d'un segle, Santa Maria de la Real era unida a la Mensa episcopal.

## Abaciologi del monestir de canonges de la Real
- Jaume Borro (1381 - 1384)
- Antoni Gircós (1384 - 1404)
- Ademar de Montpalau (1404 - 1421)
- Pere Plaça (1421 - 1427)
- Joan d'Avinyó (1430 - 1459)
- Joan Sirach (1462 - 1463)

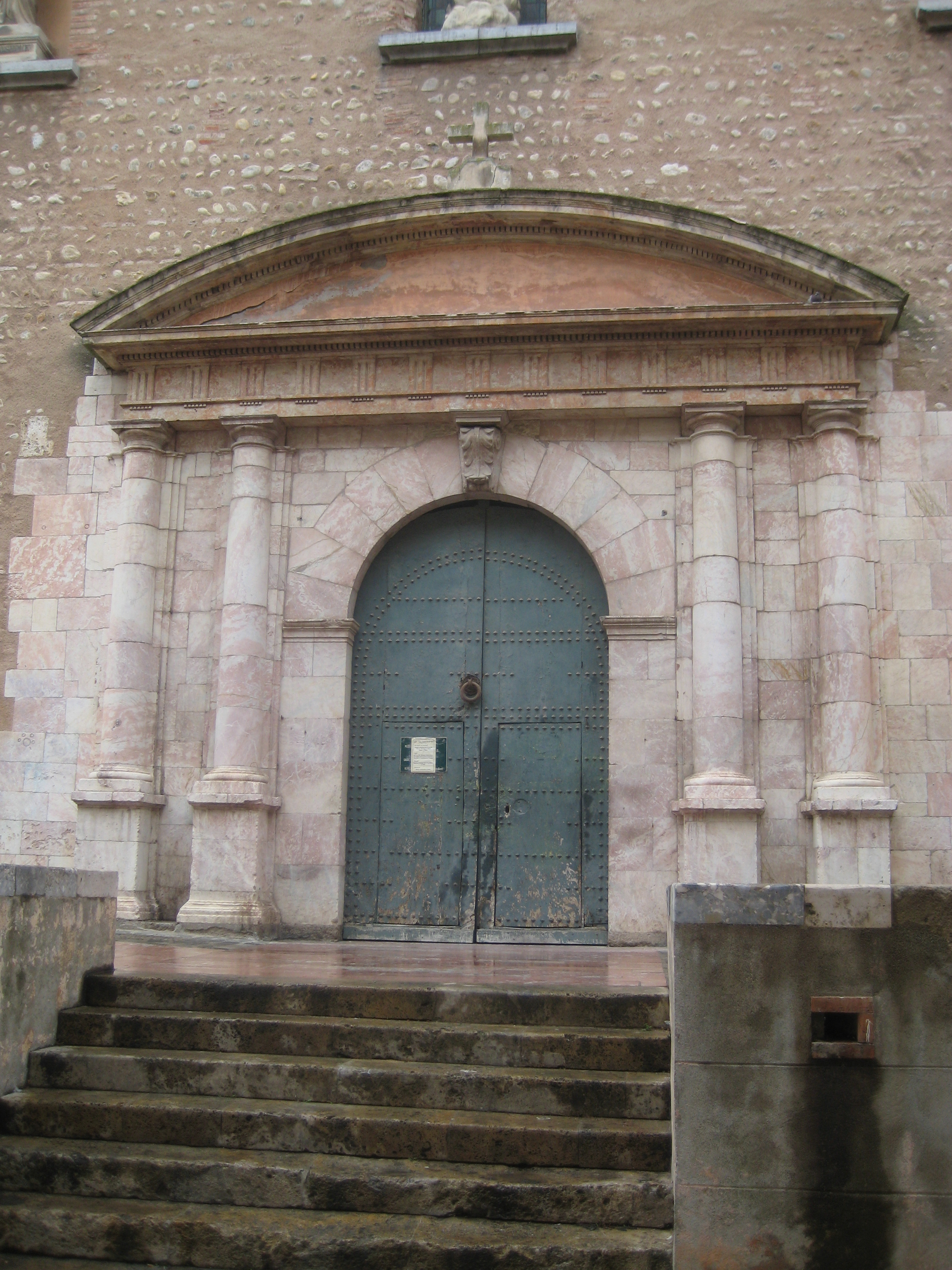
Portalada de l'església

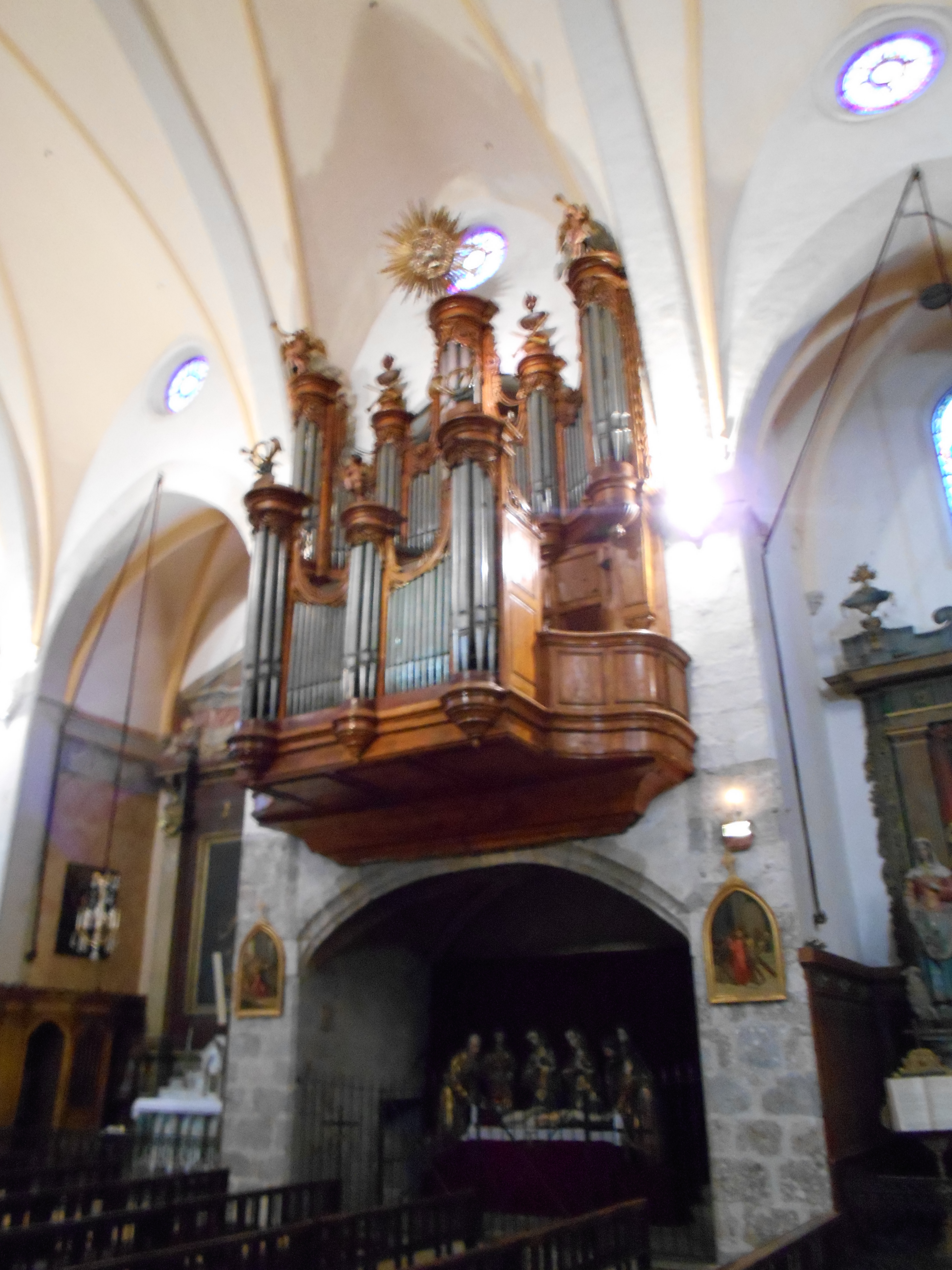
Orgue de Santa Maria la Real

- Joan Maurici de Ribes (1467 - 1488)
- Lluís d'Abenable (1493)
- Bernardí de Carvajal (1501 - 1505), després cardenal
- Francesc de Remolins (1505 - 1516), després cardenal, igualment
- Joan Calvet (1517 - 1543)
- Onofre Giginta (1553)
- Narcís Viader (1559 - 1563)
- Esteve Puig (1572 - 1586)
- Rafael Batlle (1598 - 1612)
- Joan Masiques (1614 - 1646)
- Joan Baptista Chiaverri i Valentí (1653 - 1654)
- Josep Trobat (1685 - 1689), darrer abat de la Real.